# Valeria Souza

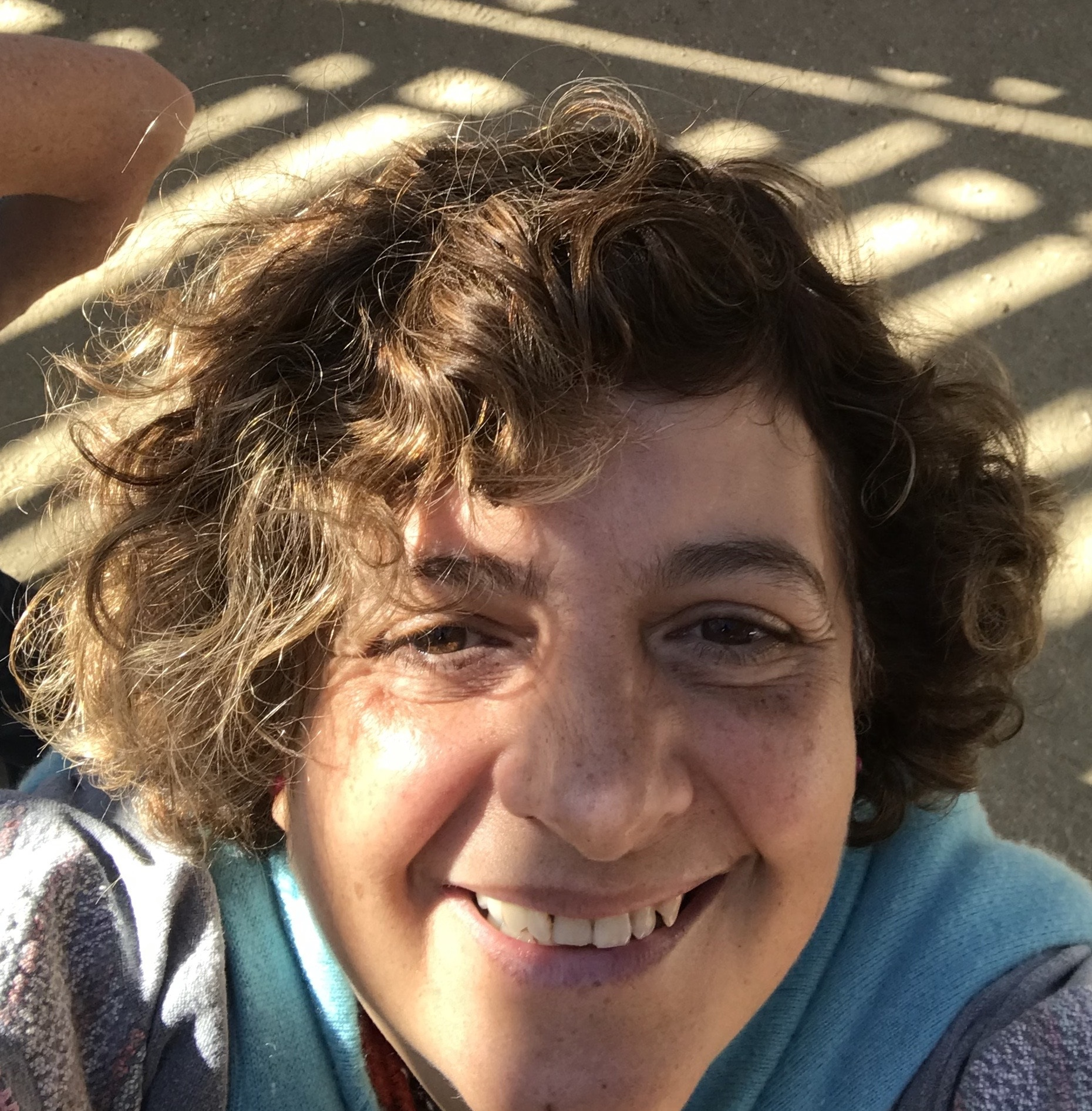
Valeria Souza (2017)

Valeria F. Souza Saldívar (* 1958) ist eine mexikanische Evolutionsbiologin an der Universidad Nacional Autonoma de Mexico.

## Leben und Wirken
Souza erwarb an der Universidad Nacional Autonoma de Mexico (UNAM) 1983 einen Bachelor, 1985 einen Master und 1990 einen Doktorgrad in Ökologie. Anschließend war sie Postdoktorandin bei Richard E. Lenski an der Michigan State University. Seit 2001 ist sie am Institut für Gewässerökologie der UNAM.
Die American Academy of Arts and Sciences schreibt in ihrer Vorstellung von Valeria Souza:

“Valeria Souza is one of Mexico's most creative scientists working on microbial ecology and evolution. She employs population-genetic approaches as well as microcosm studies to investigate gene transfer, patterns of diversity, and adaptations to specific environmental factors. Souza's early work on rhizobia in agricultural fields demonstrated the tension between genetic exchange and limited dispersal in structuring population diversity. Her pioneering analyses of the microbial communities living in oligotrophic oases in the Cuatro Ciénegas basin in the Chihuahuan Desert reveal a "lost world"-one where ancient lineages survive because of adaptations to extreme phosphorous limitation, which prevent invasion by foreign species.”

„Valeria Souza ist eine der kreativsten Wissenschaftlerinnen Mexikos im Bereich der mikrobiellen Ökologie und Evolution. Sie nutzt populationsgenetische Ansätze sowie Mikrokosmosstudien, um Gentransfer, Diversitätsmuster und Anpassungen an spezifische Umweltfaktoren zu untersuchen. Souzas frühe Arbeiten über Rhizobien in landwirtschaftlichen Feldern zeigten die Spannung zwischen genetischem Austausch und begrenzter Verbreitung bei der Strukturierung der Populationsvielfalt. Ihre bahnbrechenden Analysen der mikrobiellen Gemeinschaften in oligotrophen Oasen im Cuatro-Ciénegas-Becken in der Chihuahua-Wüste enthüllen eine „verlorene Welt“ – eine Welt, in der alte Stämme dank Anpassungen an extremen Phosphormangel überleben, der die Invasion fremder Arten verhindert.“

Souza hat laut Google Scholar einen h-Index von 51, laut Datenbank Scopus einen von 39 (jeweils Stand August 2025). Sie wurde 2019 zum Mitglied der American Academy of Arts and Sciences, 2025 zum Mitglied der National Academy of Sciences gewählt.